# Дуагба
Дуагба (тадж. Дуағба, до марта 2022 г. – Кушагба) — село и центр сельского джамоата Сурхоб Лахшского района. Расстояние от села до центра района (пгт Вахдат) — 13 км. Население — 540 человек (2017 г.), таджики. Население в основном занято сельским хозяйством.

## Этимология
Нынешнее название дуағба с таджикского означает два перевала.